# Polovinnyj Log
Polovinnyj Log (vitryska: Палавінны Лог) är en by i Belarus.   Den ligger i voblasten Mahiljoŭs voblast, i den nordöstra delen av landet, 190 km öster om huvudstaden Minsk. Polovinnyj Log ligger 150 meter över havet och antalet invånare är 271.

## Natur och klimat
Terrängen runt Polovinnyj Log är huvudsakligen platt. Polovinnyj Log ligger nere i en dal. Runt Polovinnyj Log är det ganska tätbefolkat, med 192 invånare per kvadratkilometer.. Närmaste större samhälle är Mahiljoŭ, 4,1 km väster om Polovinnyj Log.
I omgivningarna runt Polovinnyj Log växer i huvudsak blandskog.